# Liste der Naturdenkmale in Breitenbrunn/Erzgeb.
Die Liste der Naturdenkmale in Breitenbrunn/Erzgeb. nennt die Naturdenkmale in Breitenbrunn/Erzgeb. im sächsischen Erzgebirgskreis.

## Definition
„Naturdenkmäler sind rechtsverbindlich festgesetzte Einzelschöpfungen der Natur oder entsprechende Flächen bis zu fünf Hektar, deren besonderer Schutz erforderlich ist
1. aus wissenschaftlichen, naturgeschichtlichen oder landeskundlichen Gründen oder
2. wegen ihrer Seltenheit, Eigenart oder Schönheit.“

„§ 18 – Naturdenkmäler – (zu § 28 BNatSchG)
(1) Die Erklärung nach § 22 Abs. 1 BNatSchG von Teilen von Natur und Landschaft als Naturdenkmal erfolgt durch Rechtsverordnung oder Einzelanordnung.
(2) Über § 28 Abs. 1 BNatSchG hinaus können Naturdenkmäler zur Sicherung von Lebensgemeinschaften oder Lebensstätten von im Bestand gefährdeten oder streng geschützten Arten festgesetzt werden.“

## Liste
Link zu einem Kartenansichtstool, um Koordinaten zu setzen.
| Bild                          | Bezeichnung                    | Lage                                                    | Beschreibung         | Datum                                                                                         | Nummer     |
| ----------------------------- | ------------------------------ | ------------------------------------------------------- | -------------------- | --------------------------------------------------------------------------------------------- | ---------- |
| BW                            | Bergwiese am Sauberg           | Breitenbrunn/Erzgeb. (50° 27′ 25,9″ N, 12° 45′ 54,3″ O) | Fläche: ca. 4504 m²  | Verordnung des Landkreises Aue-Schwarzenberg vom 16.07.1998                                   | 364.23-029 |
| Fotos hochladen               | Märzenbergwiese                | Erlabrunn (50° 28′ 37,9″ N, 12° 42′ 38,4″ O)            | Fläche: ca. 21569 m² | Verordnung des Landkreises Aue-Schwarzenberg vom 10.10.2002                                   | 364.23-030 |
| mehr Fotos \| Fotos hochladen | Hefenkloßfelsen                | Erlabrunn (50° 28′ 27,3″ N, 12° 43′ 21,3″ O)            | Fläche: ca. 30 m²    | Beschluss des Rates des Kreises Schwarzenberg vom 29.11.1973                                  | 364.23-036 |
| Fotos hochladen               | Himmelswiese                   | Breitenbrunn/Erzgeb. (50° 26′ 53,7″ N, 12° 47′ 47,2″ O) | Fläche: ca. 11776 m² | Verordnung des Landratsamtes Westerzgebirgskreis als Untere Naturschutzbehörde vom 29.09.1994 | 364.23-031 |
| BW                            | Hinterer Adner-Raum            | Breitenbrunn/Erzgeb. (50° 27′ 28,6″ N, 12° 46′ 55,8″ O) | Fläche: ca. 42540 m² | Verordnung des Landkreises Aue-Schwarzenberg vom 19.11.1999                                   | 364.23-033 |
| Fotos hochladen               | Nonnenfelsen                   | Erlabrunn (50° 28′ 16,7″ N, 12° 43′ 14,8″ O)            | Fläche: ca. 51 m²    | Beschluss es Rates des Kreises Schwarzenberg vom 29.11.1973                                   | 364.23-035 |
| BW                            | Vorderer Adner-Raum            | Breitenbrunn/Erzgeb. (50° 27′ 28,1″ N, 12° 46′ 48″ O)   | Fläche: ca. 38689 m² | Verordnung des Landkreises Aue-Schwarzenberg vom 19.11.1999                                   | 364.23-032 |
| BW                            | Waldstück an der Sprungschanze | Antonsthal (50° 30′ 35,2″ N, 12° 44′ 52,4″ O)           | Fläche: ca. 40943 m² | Beschluss des Rates des Kreises Schwarzenberg Nr. 52/74 vom 10.10.1974                        | 64.23-034  |
| BW                            | Friesenglocke                  | Breitenbrunn/Erzgeb. (50° 29′ 32,2″ N, 12° 47′ 8,3″ O)  |                      |                                                                                               |            |
| BW                            | Hungertanne                    | Breitenbrunn/Erzgeb. (50° 27′ 9,1″ N, 12° 47′ 33,6″ O)  |                      |                                                                                               |            |
| BW                            | Linde am Rockstrohgut          | Breitenbrunn/Erzgeb. (50° 29′ 33,9″ N, 12° 47′ 23,9″ O) |                      |                                                                                               |            |
| mehr Fotos \| Fotos hochladen | Preißhausbuche                 | Breitenbrunn/Erzgeb. (50° 26′ 50,1″ N, 12° 46′ 13,7″ O) |                      |                                                                                               |            |